# Железная маска (фильм, 1929)
«Железная маска» (англ. The Iron Mask) — американская приключенческая мелодрама режиссёра Аллана Двона 1929 года.

## Сюжет
Франция, 1638 год. У Людовика XIII рождается наследник. В тот момент, когда он показывает маленького дофина народу, Анна Австрийская рожает второго близнеца на глазах своей камеристки Констанции и повивальной бабки. Констанция сообщает эту новость «серому кардиналу» отцу Жозефу, а тот в свою очередь кардиналу Ришельё. Всемогущий первый министр Франции принимает решение во избежание гражданской войны скрыть от всех, в том числе от отца, рождение второго сына. Он отдает ребёнка на воспитание другим людям подальше от Парижа на границе с Испанией. Но честолюбивый граф де Рошфор узнает о тайне кардинала и замышляет коварный план. Он захватывает Констанцию в заложники и отдает под присмотр своей сообщницы и любовницы Миледи Винтер.
На его пути встает храбрый гасконец д’Артаньян и его три неразлучных друга-мушкетёра Атос, Портос и Арамис. Храбрые друзья захватывают Рошфора и вынуждают его раскрыть местонахождение Миледи и Констанции. Ришельё, узнавший о предательстве Рошфора, лишает того званий, титулов и поместий и отправляет в изгнание. Но мстительный Рошфор нанимает банду головорезов для убийства кардинала и д’Артаньяна. Мушкетёры пребывают в монастырь слишком поздно, коварная Миледи убивает Констанцию. Но она успевает сказать д’Артаньяну, что она любит его, а также загадочные слова: «Есть ещё один». Три мушкетёра устраивают самосуд над Миледи, нанятый ими палач отрубает ей голову. Д’Артаньян спасает Ришельё от банды головорезов и просит пощадить его друзей. В наказание Ришельё высылает трёх мушкетёров в их владения и под страхом смертной казни запрещает им видеться друг с другом. Д’Артаньян становиться учителем и телохранителем будущего короля Франции Людовика XIV.
Рошфор сумел обнаружить место обитания второго близнеца и поселившись неподалеку стал ждать своего часа. В декабре 1642 года великий кардинал Ришельё умирает, не успев рассказать Д’Артаньяну о втором брате-близнеце, сказав лишь то, что и Констанция: «Есть ещё один».
Проходит ещё несколько лет. Оба брата стали взрослым и каждый живёт своей жизнью. Людовик XIV стал королем, по характеру он добрый и справедливый человек, любит проводить время со своим наставником и учителем — капитаном королевских мушкетёров Д’Артаньяном, у которого подходит к концу служба при дворе. Второй брат-близнец, находившийся вдали от дома и не имевший детства, вырос жестоким, эгоистичным, озлобленным и завистливым юношей. Рошфор со своими соратниками планирует посадить его на трон, заменим им подлинного короля Франции. Уличив удобный момент, Рошфор с сообщниками совершают подмену. Настоящий король заключен в Железную маску и отправлен в тюрьму на острове Сан-Мегрен. Его место занимает брат-близнец, полная ему противоположность. Проницательный д’Артаньян замечает подмену по нехарактерному поведению близнеца, освобождает захваченного короля вместе с тремя друзьями. Лже-Людовик тем временем по наущению Рошфора планирует отравить собственную мать из-за боязни, что она его разоблачит. К несчастью три друга д’Артаньяна погибают. Портоса заваливает камнями в пещере, Арамис застрелен, Атос погиб в схватке с Рошфором, который тоже погиб от его руки.
Людовик XIV возвращает свой трон, а его злой брат-близнец получает достойную корону — Железную маску. Желая отомстить он наносит ножом смертельный удар д’Артаньяну, которому король пожаловал жезл маршала.

## В ролях
- Дуглас Фэрбенкс — д’Артаньян
- Леон Бари — Атос
- Тайни Сэндфорд — Портос
- Джино Коррадо — Арамис
- Белль Беннетт — Анна Австрийская
- Маргерит Де Ла Мотт — Констанция
- Дороти Ревьер — Миледи Винтер
- Вера Льюис — мадам Перонне
- Рольф Седан — Людовик XIII
- Уильям Бэйкуэлл — Людовик XIV / брат-близнец
- Найджел Де Брулир — кардинал Ришельё
- Улльр Хаупт —  граф де Рошфор
- Лон Пофф — отец Жозеф
- Чарльз Стивенс — Планше, слуга д’Артаньяна
- Генри Отто — камердинер короля
- Флоренс Тёрнер — аббатиса (в титрах не указана)